# 75 Eurydike
75 Eurydike (in italiano 75 Euridice) è un piccolo asteroide della Fascia principale. Ha probabilmente una composizione molto ricca di nichel e ferro e un elevato albedo per un asteroide.
Eurydike fu il secondo asteroide individuato da Christian Heinrich Friedrich Peters; fu scoperto il 22 settembre 1862 dall'osservatorio dell'Hamilton College di Clinton (New York, USA). Fu battezzato così in onore di Euridice, la ninfa moglie di Orfeo.